# РЛС 1Л227 "Соболятник"
1Л227 «Соболятник» — малогабаритна переносна радіолокаційна станція (Росія).
РЛС 1Л227 призначена для стеження за наземною та надводною обстановкою, виявлення і супроводу різних об'єктів, як то: бронетехніка, люди тощо.
РЛС оснащена лінійною фазованою антенною решіткою, що містить 64 випромінювача в азимутальній площині.

## Тактико-технічні характеристики
| Діапазон                                                  | J-діапазон      |
| Межі роботи:                                              |                 |
| · за відстаню, км                                         | 1–20            |
| · за азимутом, град                                       | 360 (обертання) |
| Точність виміру координат:                                |                 |
| · за відстаню, м                                          | 10              |
| · за азимутом, град                                       | 0,18            |
| · за кутом місця, град                                    | не вимірюється  |
| Темп оновлення даних, с                                   | -               |
| Енергоспоживання не більше, Вт                            | -               |
| Електроживлення від джерела постійного струму напругою, В | -               |
| Маса не більше, кг                                        | 36              |
| Розміри полотна антенної решітки, мм                      | 770×360         |

## Оператори
- Росія

## Галерея

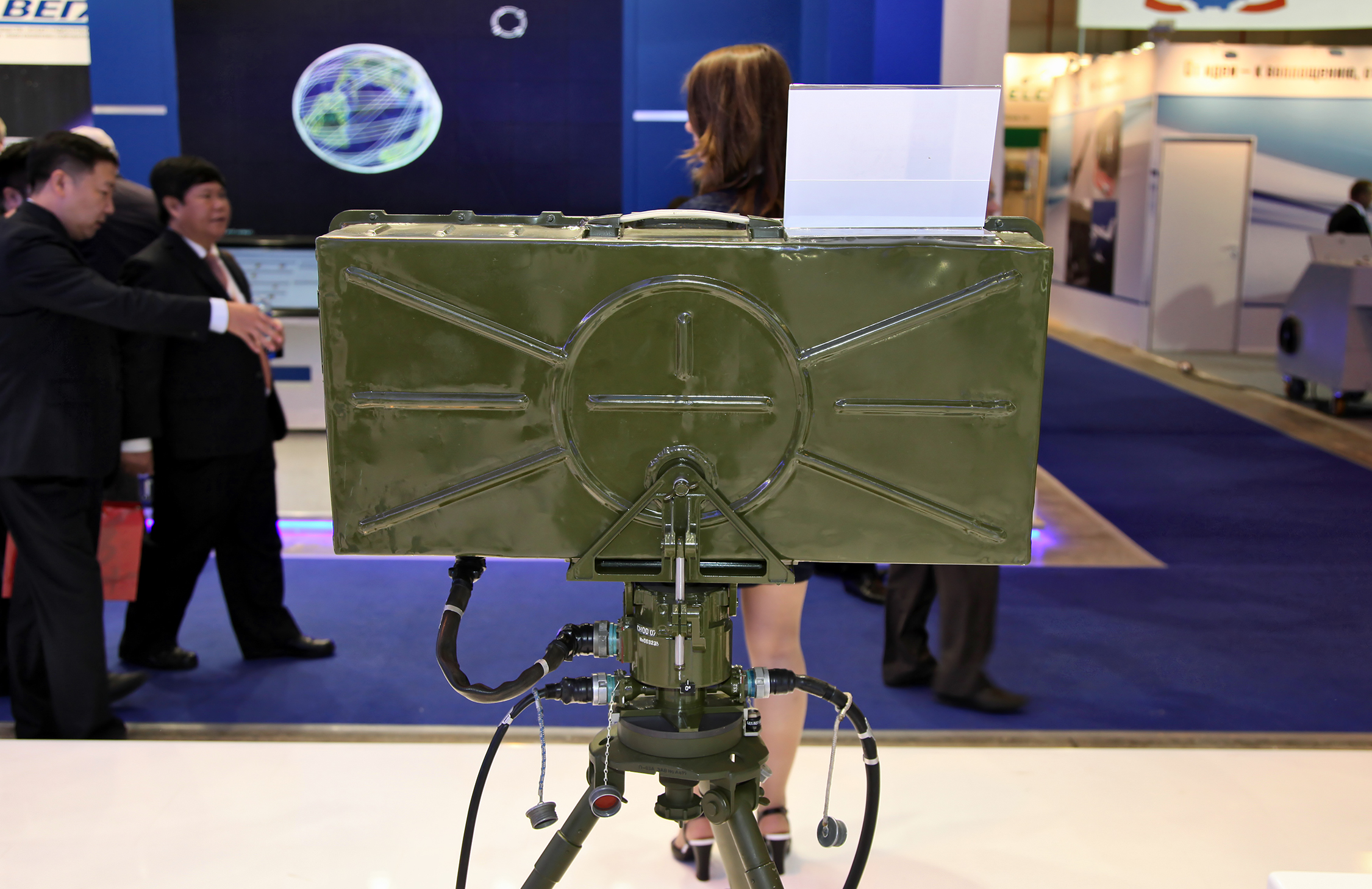
MAKC-2013
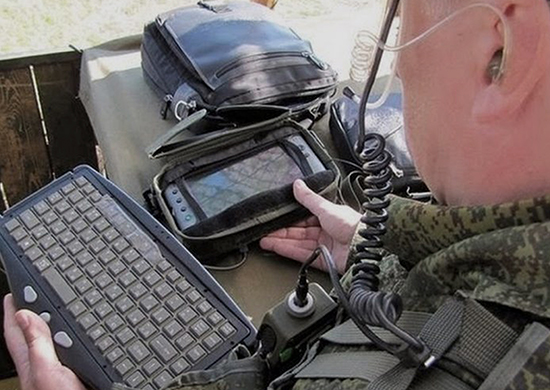
Прибори керування РЛС «Соболятник»